# Fulica leucoptera
La gallareta ala blanca (Fulica leucoptera), también conocida como gallareta chica, tagua chica, focha de frente amarilla y gallareta escudete amarillo, es una especie de ave gruiforme de la familia Rallidae propia de Sudamérica, por el sudeste de Brasil, costa del Ecuador, Uruguay, Chile, Paraguay, Bolivia y toda Argentina, inclusive Islas Malvinas, Islas Georgias del Sur e Islas Sandwich del Sur. No se conocen subespecies.

## Características
Tiene una longitud total de unos 43 cm. Su nombre científico indica que tiene el ápice de las secundarias color blanco. Rabadilla lateral blanca y central negra. El escudete es redondeado y color amarillo o anaranjado, nunca rojo. El cuerpo es color negro, siendo más oscuro la cabeza y el cuello, el resto es apizarrado. Pico y patas amarillo. Iris rojo castaño..

## Historia natural
Es una especie abundante, que camina bastante, ocupando todos los ambientes acuáticos, es bastante voladora si las comparamos con las otras Fulica sudamericanas.
Habita, lagos y lagunas tanto de agua dulce como salobre. Anida en zonas bajas entre la vegetación o pajonales; donde no hay vegetación suficiente lo hace a plena vista en un nido flotante amarrado al fondo con la vegetación acuático. Pone de 4 a 9 huevos de color castaño claro con muchas pintas oscuras, repartidas por toda la superficie. Los huevos miden aproximadamente 49 mm x 33 mm; y los pichones son nidífugos, a las 6 horas abandonan el nido. El plumaje del pichón es gris plomizo, con la zona gular blanca, pico parduzco, iris castaño.
Es granívora, siendo Paspalum repens el principal componente. También se alimenta de cereales, como el trigo, avena, maíz, girasol, especialmente en invierno si les falta alimento en lagunas, o lagos que frecuenta. Complementa su dieta con insectos, larvas, moluscos.